# Оскар Мигес
Оскар Мигес (на испански: Óscar Míguez) е уругвайски футболист, нападател.

## Кариера
Мигес е юноша на Суд Америка, в който започва своята професионална кариера през 1947 г. През 1948 г. преминава в Пенярол, на когото е фен от дете, заради това, година по-рано отказва да отиде в Насионал Монтевидео. За Пенярол играе до 1960 г., като има 137 мача и отбелязани 107 гола, като става най-резултатен 2 пъти в уругвайското първенство през 1948 г. и 1949 г. и печели 4 титли през 1949, 1951, 1953 и 1954 г.
През 1961 г. преминава в перуанския клуб Спортинг Кристал. Той завършва кариерата си в Рампла Хуниорс и Колон от Монтевидео.
В националния отбор на Уругвай играе 8 години, между 30 април 1950 г. и 30 април 1958 г. Има 39 мача и 27 гола. Световен шампион през 1950 г.

## Отличия

### Отборни
Пенярол
- Примера дивисион де Уругвай: 1949, 1951, 1953, 1954

### Международни
Уругвай
- Световно първенство по футбол: 1950
- Копа Америка: 1956